# Metaemene baliochraspedus
Metaemene baliochraspedus là một loài bướm đêm trong họ Erebidae.